# Машюэль, Эмманюэль
Эмманюэль Машюэль (фр. Emmanuel Machuel; род. 12 июня 1934, Нёйи-сюр-Сен) — французский кинооператор.

## Биография
Учился в высшей национальной киношколе Луи Люмьера (1952-1954), в Школе высших кинематографических исследований (IDHEC). Работал ассистентом ператора на фильме Хельмута Койтнера Die Gans von Sedan (1959), ассистировал Гислену Клоке, Нестору Альмендросу. Снимал документальные ленты. Дебют в полнометражном игровом кино – фильм Алена Левана Бар на развилке (1972). В дальнейшем работал как в игровом, так и в документальном кино.

## Избранная фильмография
- 1972: Бар на развилке/ Le bar de la fourche (Ален Лёван)
- 1976: Дитя толпы/ Un enfant dans la foule (Жерар Блен)
- 1978: Второе дыхание/ Un second souffle (Жерар Блен)
- 1980: Бунтарь/ Le rebelle (Жерар Блен)
- 1983: Деньги (Робер Брессон; вместе с Паскуалино Де Сантисом)
- 1984: Le matelot 512 (Рене Аллио)
- 1987: Пьер и Джемиля/ Pierre et Djemila (Жерар Блен)
- 1991: Ван Гог (Морис Пиала, номинация на премию Сезар за лучшую операторскую работу)
- 1994: Мир внизу/ Casa de Lava (Педру Кошта)
- 1996: Encore (Паскаль Бонитцер)
- 1997: J'ai horreur de l'amour (Лоранс Феррейра-Барбоза)
- 1997: Кости (Педру Кошта, Золотая озелла Венецианского МКФ)
- 1999: Письмо/ La lettre (Мануэл де Оливейра)
- 2001: Вода и соль/ Água e Sal (Тереза Виллаверди)
- 2001: Порту моего детства/ Porto da Minha Infância (Мануэл де Оливейра)
- 2002:  Говори мне о любви  (Софи Марсо)
- 2003: Березовая лужайка/ La petite prairie aux bouleaux (Марселина Лоридан-Ивенс)
- 2003: Разговорный фильм/  Um Filme Falado (Мануэл де Оливейра)